# Bertioga
Bertioga é um município do estado de São Paulo, na Região Metropolitana da Baixada Santista, microrregião de Santos. A população aferida pelo IBGE no censo de 2022 foi 64 188 habitantes, contra os 47 645 habitantes contados no censo de 2010. A área do município é de 491,546 km².
Umas das cidades mais antigas do Brasil, preserva muitos edifícios históricos, como o Forte de São João, o primeiro forte do país, e destaca-se como um dos destinos mais procurados por turistas em todo o território nacional devido a suas belezas naturais, praias e qualidade de vida.
Bertioga é um dos quinze municípios paulistas considerados estâncias balneárias pelo Estado de São Paulo, por cumprirem determinados pré-requisitos definidos por Lei Estadual. Tal status garante a esses municípios uma verba maior por parte do Estado para a promoção do turismo regional. Também, o município adquire o direito de agregar junto a seu nome o título de Estância Balneária, termo pelo qual passa a ser designado tanto pelo expediente municipal oficial quanto pelas referências estaduais. Bertioga possui 33 km de praias próprias para o banho, que oferecem momentos de lazer e a prática de diversos esportes, já que possui excelente condições de balneabilidade. As praias se dividem em Enseada, São Lourenço, Itaguaré, Guaratuba e Boraceia.

## História[8]
Seu nome tem sua origem no tupi antigo falado na costa brasileira, através do termo tupi piratyoca, que significa "casa do peixe branco". Para outros, no entanto, Bertioga tem origem no termo tupi buriquioca, que significa "casa do muriqui". A teoria mais aceita é que Bertioga significa "casa do muriqui" em tupi.[carece de fontes?]
Durante o início da colonização portuguesa, no século XVI, a região era considerada de transição entre o território tupinambá, que ia desde o cabo de São Tomé, no atual estado do Rio de Janeiro, até o rio Juqueriquerê, em Caraguatatuba e o território dos tupiniquins, que ia desde as cercanias de São Vicente, passando por Itanhaém e Peruíbe, até Cananeia. O povoamento da região teve início no ano de 1531, quando Martim Afonso de Sousa, nomeado governador-geral da Costa do Brasil, aportou às águas da antiga Buriquioca. Com a intervenção de João Ramalho, Martim Afonso deixou em terra alguns homens para realizar ali uma primeira feitoria da nova fase, ou um pequeno fortim, partindo em seguida rumo ao sul, dirigindo-se para o outro lado da ilha, para fundar oficialmente a vila de São Vicente, em 1532.[carece de fontes?]

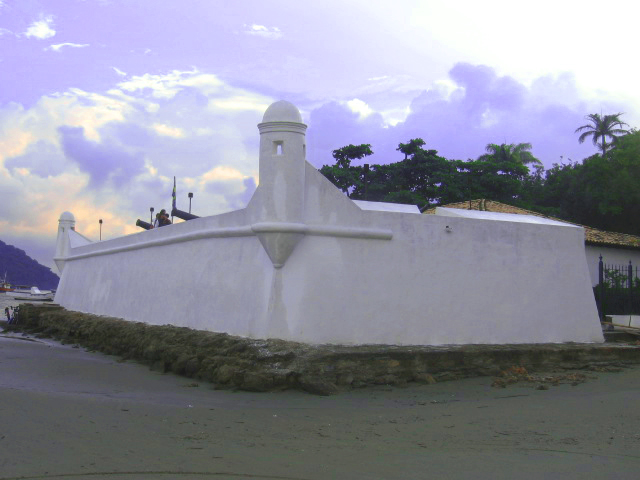
Forte de São João da Bertioga

Sofrendo constantemente ataques dos tupinambás de Ubatuba (que não era a atual cidade paulista de Ubatuba, mas uma aldeia tupinambá na região da atual cidade fluminense de Angra dos Reis), que se reuniam com suas canoas em Yperoig (esta sim, a atual cidade de Ubatuba), os portugueses de São Vicente decidiram construir o forte de São João de Bertioga para se defender dos ataques dos tupinambás, em 1547. Esse forte é considerado a mais antiga fortificação portuguesa no Brasil e foi tombada em 1940 pelo Instituto do Patrimônio Histórico e Artístico Nacional (IPHAN). Originalmente construído em 1532 para impedir que os indígenas utilizassem o Canal de Bertioga em ataques à cidade de Santos, foi o posto militar em que serviu o artilheiro alemão Hans Staden, autor de um dos primeiros relatos sobre a conquista da América. A partir daí, os moradores de São Vicente o usaram para expulsar os calvinistas franceses que haviam se instalado no Rio de Janeiro, em 1555. O Forte atual foi erguido, em 1750, no contexto de fixação das fronteiras com os países de colonização espanhola. Tombado em 1940, atualmente é a sede de um museu municipal . Os índios tamoios fizeram uso de passagem no sítio Barra de Bertioga, que passaram a ser impedidos pelos 5 irmãos Braga: João, Diogo, Domingo, Francisco e André.
Pelo forte, em 1552, ficou responsável Hans Staden, um mercenário alemão a serviço do rei de Portugal. Staden foi capturado pelos tupinambás e, posteriormente, libertado por intervenção dos franceses, aliados dos tupinambás. Retornando à Alemanha, escreveu um livro sobre suas aventuras no Novo Mundo (História verídica e descrição de uma terra de selvagens, nus e cruéis comedores de seres humanos, situada no Novo Mundo da América, desconhecida antes de depois de Jesus Cristo nas terras de Hessen até os dois últimos anos, visto que Hans Staden, de Homberg, em Hessen, a conheceu por experiência própria e que agora a traz a público com essa impressão). Esse livro vendeu muito na época, principalmente pelas descrições dos banquetes antropofágicos praticados pelos tupinambás. O mesmo livro foi base para o filme Hans Staden, de 1999.
Foi no Forte de São João de Bertioga que, em 1563, os jesuítas Manuel da Nóbrega e José de Anchieta se hospedaram, por cinco dias, antes de irem para Ubatuba tranquilizar os índios revoltados na Confederação dos Tamoios. Foi também de Bertioga que Estácio de Sá e sua esquadra partiram, em 1565, para dar combate aos franceses e fundar a cidade do Rio de Janeiro. O sítio primitivo de Bertioga era uma pequena linha de praia protegida pelo outeiro de Buriquioca, hoje Morro da Senhorinha. O antigo núcleo estendeu-se também pelo outro lado da barra, onde, em meados do século XVI, fora fundada a Ermida de Santo Antônio de Guaibê.
Nos primórdios do século XVIII, com o uso do óleo de baleia para iluminação pública e particular, Bertioga passou a ter grande importância, graças à criação da Armação das Baleias, para a pesca da baleia, e onde foram construídos grandes tanques para depósito de óleo desses animais. Assim, durante certo tempo, o azeite de Bertioga contribuiu para a iluminação de Santos, São Vicente, São Paulo, São Sebastião e, em parte, também do Rio de Janeiro. Durante muito tempo, Bertioga conservou-se como um núcleo de pescadores, com cerca de duas dúzias de casas defronte do porto da barca e três pequenas casas de comércio.[carece de fontes?]
Somente na década de 1940 que o pequeno núcleo de pescadores começou a despertar para sua grande função: a de Estância Balneária. Com a melhoria das vias de acesso e com a construção de estradas e cobertura de asfalto da estrada que corta o Guarujá em direção ao ferryboat que liga a Ilha de Santo Amaro a Bertioga, iniciou-se uma grande expansão urbana da vila.[carece de fontes?]
Nesta época, em 1944, Bertioga (e toda extensão territorial norte) foi transformada oficialmente em distrito de Santos. Após dois movimentos pró-emancipação, um em 1958 e outro em 1979, Bertioga finalmente conquistou sua autonomia no dia 19 de maio de 1991, separando-se de Santos.[carece de fontes?]
Em 1979, o criminoso de guerra Josef Mengele, médico responsável por atos monstruosos no campo de concentração de Auschwitz, morreu em Bertioga enquanto nadava no mar.

## Demografia

### População
| Crescimento populacional                             | Crescimento populacional | Crescimento populacional | Crescimento populacional |
| Ano                                                  | População Total          |                          | %±                       |
| ---------------------------------------------------- | ------------------------ | ------------------------ | ------------------------ |
| 2000                                                 | 30 039                   |                          | —                        |
| 2010                                                 | 47 645                   |                          | 58,6%                    |
| 2022                                                 | 64 188                   |                          | 34,7%                    |
| Est. 2024                                            | 66 873                   | [ 13 ]                   | 4,2%                     |
| Fontes: Censos Demográficos IBGE e Estimativas SEADE |                          |                          |                          |

### Dados demográficos
Dados do Censo - 2010
População total: 47.645
- Urbana: 46.818 (98,42%)
- Rural: 754 (1,58%)
  - Homens: 23.769 (49,96%)
  - Mulheres: 23.803 (50,04%)

Densidade demográfica (hab./km²): 97,21
Mortalidade infantil até 1 ano (por mil): 18,38
Expectativa de vida (anos): 69,93
Taxa de fecundidade (filhos por mulher): 3,08
Taxa de alfabetização: 91,74%
Índice de Desenvolvimento Humano (IDH-M): 0,730
- IDH-M Renda: 0,744
- IDH-M Longevidade: 0,749
- IDH-M Educação: 0,882

(Fonte: IPEADATA)

## Geografia
Seus limites são Mogi das Cruzes, Biritiba-Mirim e Salesópolis a norte, São Sebastião a leste, o Oceano Atlântico a sul com o Guarujá (com a ilha de Santo Amaro defronte à cidade) e Santos a oeste.[carece de fontes?]

### Praias

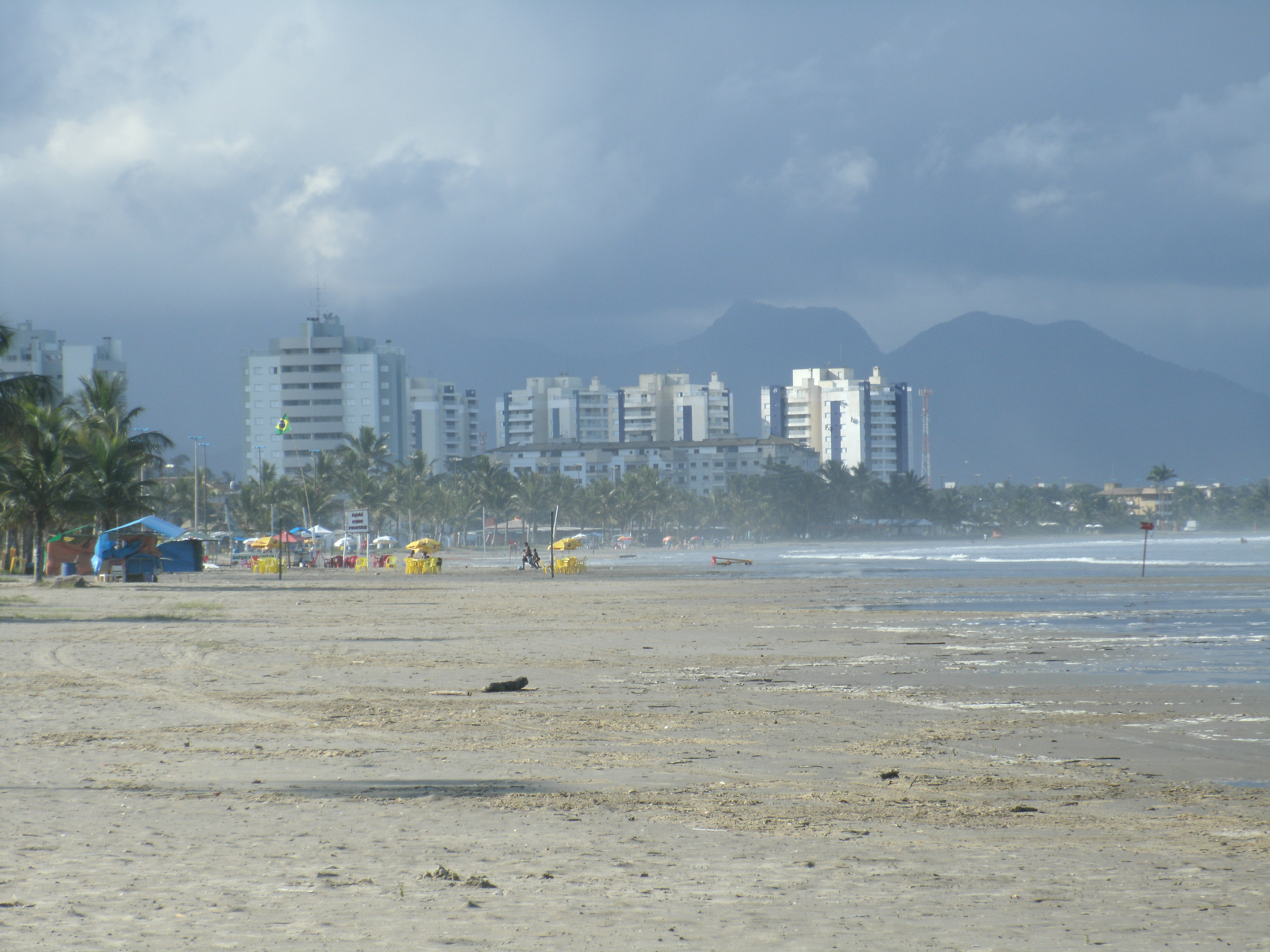
Praia da Enseada.

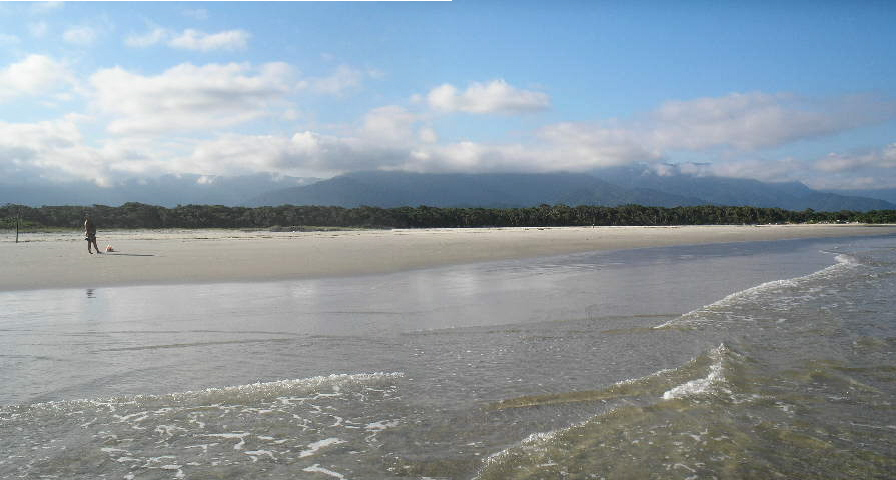
Praia de Itaguaré.

Oficialmente, Bertioga tem 6 praias que, juntas, somam 33 km de extensão. De oeste a leste as praias são:
- Praia da Enseada
- Praia da Vista Linda[a]
- Praia do Indaiá
- Praia Riviera de São Lourenço
- Praia de Itaguaré
- Praia de Guaratuba
- Praia de Boraceia

### Clima
O clima de Bertioga é o subtropical úmido, com verões quentes e invernos relativamente frios, com a ausência de mês seco, sendo julho o mês mais frio com média de 17 °C e o mês mais quente é fevereiro, com média de 30°.
De acordo com dados da estação meteorológica automática do Instituto Nacional de Meteorologia (INMET) de Bertioga, em operação desde fevereiro de 2017, a menor temperatura ocorreu em 30 de junho de 2021 (10,6 °C) e a maior em 3 de janeiro de 2019 (37,9 °C). O recorde de  precipitação (chuva) acumulada em 24 horas é 288,8 mm em 19 de fevereiro de 2023, no mesmo dia em que um pluviômetro automático do Centro Nacional de Monitoramento e Alertas de Desastres Naturais (CEMADEN) registrou, no mesmo período, 682 mm na Praia de Guaratuba, sendo este considerado o recorde de chuva em 24 horas registrado no Brasil por órgãos oficiais.
| Dados climatológicos para Bertioga | Dados climatológicos para Bertioga | Dados climatológicos para Bertioga | Dados climatológicos para Bertioga | Dados climatológicos para Bertioga | Dados climatológicos para Bertioga | Dados climatológicos para Bertioga | Dados climatológicos para Bertioga | Dados climatológicos para Bertioga | Dados climatológicos para Bertioga | Dados climatológicos para Bertioga | Dados climatológicos para Bertioga | Dados climatológicos para Bertioga | Dados climatológicos para Bertioga |
| Mês                                | Jan                                | Fev                                | Mar                                | Abr                                | Mai                                | Jun                                | Jul                                | Ago                                | Set                                | Out                                | Nov                                | Dez                                | Ano                                |
| ---------------------------------- | ---------------------------------- | ---------------------------------- | ---------------------------------- | ---------------------------------- | ---------------------------------- | ---------------------------------- | ---------------------------------- | ---------------------------------- | ---------------------------------- | ---------------------------------- | ---------------------------------- | ---------------------------------- | ---------------------------------- |
| Temperatura máxima recorde (°C)    | 37,9                               | 36,4                               | 37                                 | 36,3                               | 33,7                               | 35,3                               | 34,6                               | 36,6                               | 37,5                               | 36,2                               | 36,9                               | 36,9                               | 37,9                               |
| Temperatura mínima recorde (°C)    | 18,7                               | 18,9                               | 18,7                               | 16,2                               | 13,1                               | 10,6                               | 11,2                               | 12,8                               | 12,5                               | 16,1                               | 14                                 | 16                                 | 10,6                               |
| Fonte: INMET (01/02/2017-presente) |                                    |                                    |                                    |                                    |                                    |                                    |                                    |                                    |                                    |                                    |                                    |                                    |                                    |

### Hidrografia
- Atlântico
- Rio Itapanhaú
- Rio Guaratuba
- Rio Itaguaré

### Transportes
Liga-se com o planalto pela Rodovia Mogi-Bertioga (SP-98) (ao norte), com a Ilha de Santo Amaro (Guarujá) por meio de um serviço de ferry-boat (ao sul), com Santos (a oeste) e São Sebastião (a leste) pela Rodovia Rio-Santos (SP-55/BR-101). Fica no município a pequena Vila de Itatinga, que tem acesso restrito a visitantes. O único acesso a Vila de Itatinga é feito ao final da Rua Manoel Gajo, onde existe um pequeno ferryboat, de onde é feita a travessia do rio Itapanhaú através de uma barca cedida pela CODESP (empresa que mantém o controle da vila). Após a travessia, é necessário percorrer aproximadamente 7 km de trilhos, no sopé da Serra do Mar, sobre um simpático bondinho. O percurso é repleto de belas paisagens, é comum ver animais à solta, bem como belas cachoeiras e riachos. Na Vila de Itatinga, moram cerca de 70 famílias dos trabalhadores da usina de Itatinga, que gera energia para o porto de Santos.[carece de fontes?]

### Rodovias
- SP-55
- SP-61 - Rodovia Ariovaldo de Almeida Viana
- SP-98 - Rodovia Mogi-Bertioga

## Infraestrutura

### Comunicações
O sistema de telefones automáticos foi inaugurado na cidade em 1979 pela Telecomunicações de São Paulo (TELESP), que também implantou o sistema de discagem direta à distância (DDD) em 1979 com o código de área (0132). Anteriormente a cidade era atendida pela Companhia Telefônica Brasileira (CTB). Na década de 90 o código DDD da cidade foi alterado para (013), para padronização do sistema telefônico com a telefonia celular que estava sendo implantada em todo o estado.

## Economia
Bertioga é uma das cidades que mais crescem no Brasil, com forte atividade da construção civil, comércio, hotelaria e boa gastronomia. Apesar de tantas mudanças, a Cidade mantém a cultura caiçara, celebrada em eventos como a Festa da Tainha (entre junho e julho) e a Festa do Camarão na Moranga (entre agosto e setembro).